# Whispering Pines
Whispering Pines è una canzone scritta da Richard Manuel e Robbie Robertson che venne inizialmente incisa dai The Band nel loro album omonimo del 1969. Venne pubblicata in Francia come singolo del lato b di Lonesome Suzie.

## Il brano
Whispering Pines è una ballata riguardante il tema della solitudine. Richard Manuel compose la melodia e le linee vocali ma non poté scrivere il testo, che venne redatto da Robbie Robertson. Secondo quest'ultimo "La voce di Richard [Manuel] ha sempre avuto una certa indole malinconica, che a volte si ritrovava nella sensibilità della sua persona. Ho cercato di seguirla, accompagnarla e trovarla musicalmente. Avevamo entrambi un buon presentimento riguardo a questa canzone." Il testo è ricco di immagini riguardanti la solitudine come una sirena da nebbia isolata, onde che sciabordano e il mormorio dei pini del titolo (whispering pines). Il critico Bill Janovitz di Allmusic notò la prevalenza di tali alberi nella zona di Woodstock, dove i The Band soggiornavano in quel periodo, e in Canada, paese natale della maggior parte dei componenti del gruppo. Secondo Barney Hoskyns, "il testo su cui Robertson aveva aggirato le linee vocali di Manuel è uno dei più belli mai stati scritti, una canzone sulla solitudine intensa, comparata ad un oceano che sembra simboleggiare il senso di sconfitta senza fine del cantante."
Per il manager della Band Joe Forno, Manuel aveva scritto la melodia su un pianoforte dotato di una chiave fuori accordatura. Decise allora di accordare lo strumento che era stato usato per registrare alla stessa maniera, stabilendo la sua ripetizione all'inizio del brano. Nonostante l'immaginario triste, Hoskins percepisce risoluzione e pace nella musica. Il critico musicale Greil Marcus di Rolling Stone ritrova addirittura ottimismo nella canzone, ma "solo per la proficua presenza di desideri".
La scrittrice Mary Campbell dell'Associated Press definisce la canzone come un accenno "di country-western", trovandola "un'idea ben riuscita".

## Registrazione
Whispering Pines è una delle ultime tre canzoni registrate per l'album The Band, insieme a Up on Cripple Creek e Jemima Surrender.
Manuel canta e suona il piano come se raggiungesse "vette vocali in maniera istintiva e affranta" secondo il critico musicale Nick DeRiso. Robertson ha affermato che "c'è sofferenza nella sua voce... un dolore che non si sa se sia dovuto al raggiungimento delle note o al fatto che si trattasse di un ragazzo dal cuore infranto." ll batterista Levon Helm si unisce a lui formando una struttura a botta e risposta che per Barney Hoskyns è uno "dei più struggenti e amabili passaggi della storia del rock."
A fianco della vulnerabile e sensibile interpretazione vocale e al pianoforte di Manuel, Janovitz e Hoskins lodano anche l'esecuzione di Robertson alla chitarra acustica, che Hoskins definisce delicata, e di Garth Hudson all'organo Lowrey, che sempre secondo Hoskins trasmette suoni magici. Janovitz elogia esplicitamente anche la batteria di Helm e il meditativo basso di Rick Danko.

## Accoglienza
Per Janovitz Whispering Pines è "una delle canzoni più belle dei The Band, se non la migliore." In merito alla canzone Nick DeRiso affermò che "potrebbe trattarsi della cosa più triste mai stata fatta dalla Band." Il Billboard la considera "una delle ballate più inquietanti".
Whispering Pines è apparsa in diverse compilation della Band: compare come traccia bonus nella ripubblicazione di The Best of the Band del 1995 e nel cofanetto Across the Great Divide.

## Cover
Whispering Pines è stata reinterpretata dai Damon & Naomi nel loro album del 1995 Wondrous World of Damon & Naomi.
Esistono altre cover come quella incisa da Dar Williams nel 2003 (una versione in stile new age) e da Jakob Dylan nell'album, registrato con Lizz Wright, Endless Highway: The Music of The Band. Per Thomas Jurek di Allmusic quest'ultima versione è "magnifica", mentre secondo Ben Windham di The Tuscaloosa News è "assolutamente tormentata".